# Brachineura fungicola
Brachineura fungicola är en tvåvingeart som först beskrevs av Boris Mamaev 1967.  Brachineura fungicola ingår i släktet Brachineura och familjen gallmyggor. Inga underarter finns listade i Catalogue of Life.